# Ezra Miller
Ezra Matthew Miller (Wyckoff, 30 de setembre de 1992) és un actor de cinema estatunidenc de gènere no-binari, que ha assolit reconeixement per la participació en pel·lícules com City Island (2009), Another Happy Day (2011), We Need to Talk About Kevin (2011), La Lliga de la Justícia (2017), i The Perks of Being a Wallflower (2012).

## Biografia
Ezra Miller va créixer en la comunitat de Wyckoff al Comtat de Bergen, Nova Jersey. La seva mare, Marta, és una ballarina. El seu pare, Robert, va ser vicepresident i director general en Hymperion Books, una agrupació de Walt Disney Company encarregada de la publicació de llibres per a adults i actualment editor en Workman Publisher. Té dues germanes més grans, Saiya i Caitlin. Es considera espiritual i destaca la seva ascendència jueva.
Miller es va formar com a cantant i ha cantat amb l'Opera Metropolitana. Quan tenia sis anys, va actuar en l'estrena dels Estats Units, de Philip Glass: Òpera Contemporània de White Raven. Va anar a l'Escola de Hudson, però va abandonar als setze anys.

## Filmografia

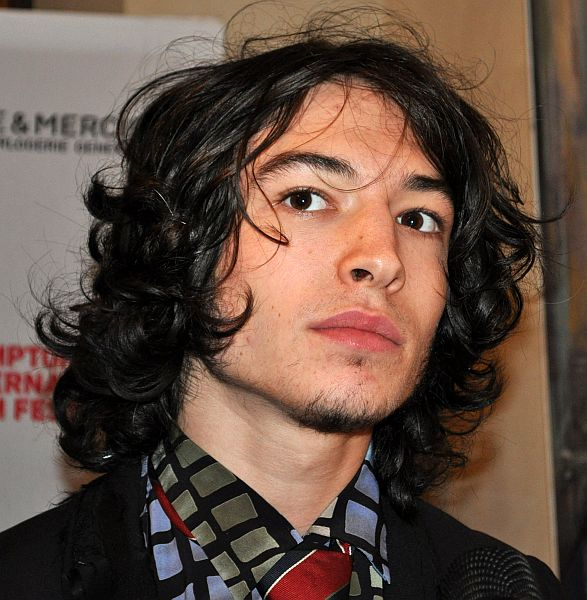
Miller al 19è Anual Hamptons Festival de cinema Internacional

| Any       | Títol                                          | Personatge              | Notes                                     |
| --------- | ---------------------------------------------- | ----------------------- | ----------------------------------------- |
| 2008      | Busted Walk                                    | Jay Turner              | Pel·lícula curta                          |
| 2008      | Afterschool                                    | Robert                  |                                           |
| 2008      | Californication                                | Damien                  | Sèrie de televisió; 5 episodis            |
| 2009      | Law & Order: Special Victims Unit              | Ethan Morse             | Sèrie de televisió (1 episodi: "Aixafar") |
| 2009–2010 | Royal Pains                                    | Tucker Bryant           | Sèrie de televisió (5 episodis)           |
| 2009      | City Island                                    | Vince Jr.               |                                           |
| 2010      | Every Day                                      | Jonah                   |                                           |
| 2010      | Beware The Gonzo                               | Eddie 'Gonzo' Gilman    |                                           |
| 2011      | Another Happy Day                              | Elliot                  |                                           |
| 2011      | We Need to Talk About Kevin                    | Kevin Khatchadourian    |                                           |
| 2012      | The Perks of Being a Wallflower                | Patrick                 |                                           |
| 2015      | Madame Bovary                                  | Leon Dupuis             |                                           |
| 2015      | The Stanford Prison Experiment                 | Daniel Culp             |                                           |
| 2015      | Trainwreck                                     | Donald                  |                                           |
| 2016      | Batman contra Superman: L'alba de la justícia  | Barry Allen / The Flash | (Cameo)                                   |
| 2016      | Bèsties fantàstiques i on trobar-les           | Credence                |                                           |
| 2016      | L'esquadró suïcida (Suicide Squad)             | Barry Allen / The Flash |                                           |
| 2017      | La Lliga de la Justícia (Justice League)       | Barry Allen / The Flash |                                           |
| 2018      | Bèsties fantàstiques: Els crims de Grindelwald | Credence                |                                           |